# Jollibee

Jollibee

A Jollibee egy fülöp-szigeteki gyorsétteremlánc, melynek tulajdonosa a Jollibee Foods Corporation (JFC). Az 1978-ban Tony Tan Caktiong által alapított Jollibee a Fülöp-szigetek vezető gyorséttermi étterme , és jelenleg a világ leggyorsabban növekvő étteremláncai közé tartozik. 2014 és 2024 között a cég közel hatszorosára növelte a nemzetközi jelenlétét. 2024 januárjában több mint 1668 Jollibee gyorsétterem működött 17 országban, nevezetesen Délkelet-Ázsiában, Kelet-Ázsiában (Hongkong és Makaó), a Közel-Keleten, Észak-Amerikában és Európában (beleértve Spanyolországot, Olaszországot, illetve az Egyesült Királyságot).